# Bölomssjön
Bölomssjön är en sjö i Sundsvalls kommun i Medelpad och ingår i Ljungans huvudavrinningsområde. Sjön är 19 meter djup, har en yta på 1,44 kvadratkilometer och är belägen 74,2 meter över havet.

## Delavrinningsområde
Bölomssjön ingår i det delavrinningsområde (689991-156866) som SMHI kallar för Utloppet av Bölomssjön. Medelhöjden är 126 meter över havet och ytan är 7,14 kvadratkilometer. Räknas de 8 avrinningsområdena uppströms in blir den ackumulerade arean 48,45 kvadratkilometer. Bysjöån som avvattnar avrinningsområdet har biflödesordning 3, vilket innebär att vattnet flödar genom totalt 3 vattendrag innan det når havet efter 38 kilometer. Avrinningsområdet består mestadels av skog (65 procent). Avrinningsområdet har 1,43 kvadratkilometer vattenytor vilket ger det en sjöprocent på 20 procent.